# Moto Kikaku
Moto Kikaku (モト企画), anciennement Motomiya Kikaku (本宮企画), est un groupe de mangaka et artistes japonais, fondé par Hiroshi Motomiya (本宮ひろ志). Moto Kikaku est plus connu en Occident pour le manga Strider (publié par Kadokawa Shoten), qui a été créé pour le jeu d'arcade Capcom Strider.
Toutefois, Strider n'est pas la seule production Moto Kikaku à avoir été adaptée. Capcom a réalisé quatre jeux de la série Tenchi wo Kurau de Motomiya (Destiny of an Emperor, Destiny of an Emperor II sur NES, ainsi que Dynasty Wars et Warriors of Fate sur CP System)
Moto Kikaku est crédité chaque fois Strider Hiryu apparaît dans jeu.